# Sentani (See)
Der Sentani-See (indonesisch Danau Sentani) liegt westlich von Jayapura im Nordosten von Westneuguinea. Der größte Binnensee in West-Papua ist sehr unregelmäßig geformt. In der Umgebung des Sees leben etwa 30.000 Menschen der Volksgruppe der Sentani in 30 Dörfern, die sich von Fischen des Sees, Tieren, Früchten und Gemüse der Umwelt ernähren.
Der See entstand möglicherweise durch eine tektonische Anhebung, belegt ist dies allerdings nicht. Im Norden befindet sich bergiges Gelände, im Süden wird es flacher. Das Einzugsgebiet beträgt etwa 600 Quadratkilometer mit mittleren Jahresniederschlägen von ungefähr 2 m. Der Wasserspiegel schwankt im Verlauf der Jahreszeiten um etwa 40 Zentimeter. Der See ist bis in zehn Meter Tiefe gleichmäßig warm (etwa 30 °C) und weist pH-Werte zwischen 6,2 und 6,8 an der Oberfläche auf.
1993 wurde der See zuletzt wissenschaftlich untersucht. Es wurden 33 Fischarten festgestellt, davon 18 endemisch, wie beispielsweise der Lachsrote Regenbogenfisch. Sägerochen (Pristis microdon) kamen bis in die 1970er Jahre im See vor, sie sind ein häufiges Motiv in der traditionellen Kunst der Sentani.